# Ваянет (Іллінойс)
Ваянет (англ. Wyanet) — селище (англ. village) в США, в окрузі Бюро штату Іллінойс. Населення — 886 осіб (2020).

## Географія
Ваянет розташований за координатами 41°21′38″ пн. ш. 89°34′59″ зх. д. / 41.36056° пн. ш. 89.58306° зх. д. (41.360598, -89.583066).  За даними Бюро перепису населення США в 2010 році селище мало площу 2,59 км², уся площа — суходіл.

## Демографія
Згідно з переписом 2010 року, у селищі мешкала 991 особа в 396 домогосподарствах у складі 278 родин. Густота населення становила 383 особи/км².  Було 436 помешкань (169/км²).
Расовий склад населення:
| - 98,1 % — білих - 0,4 % — азіатів - 0,1 % — чорних або афроамериканців |

До двох чи більше рас належало 0,8 %. Частка іспаномовних становила 2,9 % від усіх жителів.
За віковим діапазоном населення розподілялося таким чином: 24,1 % — особи молодші 18 років, 61,6 % — особи у віці 18—64 років, 14,3 % — особи у віці 65 років та старші. Медіана віку мешканця становила 38,3 року. На 100 осіб жіночої статі у селищі припадало 99,4 чоловіків;  на 100 жінок у віці від 18 років та старших — 97,9 чоловіків також старших 18 років.
Середній дохід на одне домашнє господарство  становив 48 006 доларів США (медіана — 40 917), а середній дохід на одну сім'ю — 53 020 доларів (медіана — 50 938). Медіана доходів становила 42 000 доларів для чоловіків та 25 500 доларів для жінок. За межею бідності перебувало 23,4 % осіб, у тому числі 35,7 % дітей у віці до 18 років та 8,2 % осіб у віці 65 років та старших.
Цивільне працевлаштоване населення становило 484 особи. Основні галузі зайнятості: виробництво — 21,5 %, освіта, охорона здоров'я та соціальна допомога — 19,0 %, роздрібна торгівля — 18,6 %.